# Asociación Mexicana de Productores de Fonogramas y Videogramas
Asociación Mexicana de Productores de Fonogramas y Videogramas, A.C. (Amprofon), meksička je neprofitna organizacija i trgovačka udruga fonografskih tvrtki. 
Organizacija je osnovana 3. travnja 1963. godine pod imenom Asociación de Productores de Discos Fonográficos (Amprodisc). 26. srpnja 1971. godine mijenja ime u Asociación Mexicana de Productores de Fonogramas, a 3. svibnja 1990. godine u Asociación Mexicana de Productores de Fonogramas y Videogramas, A.C.
Amprofon zastupa, usklađuje i štiti prava i interese fonografskih proizvođača u Meksiku. Također čini potrebne aranžmane s nacionalnim, stranim tijelima i međunarodnim organizacijama za dobrobit svojih suradnika te istražuje i reagira na probleme koji se odnose na napore u promicanju razvoja industrije te je također i službeno savjetodavno tijelo. Dodjeljuje potvrde o prodaji za glazbena izdanja u Meksiku (zlatna - Disco de Oro, platinasta - Disco de Platino i dijamantna - Disco de Diamante). Odgovorni su za Top 100 najprodavanijih albuma (Top 100 México). Pridruženim je članom Međunarodne federacije za fonografsku industriju (International Federation of the Phonographic Industry, IFPI). 

## Vanjske poveznice
- (šp.) Amprofon